# فرودگاه آبی پری ساند هاربر
فرودگاه آبی پری ساند هاربر (به انگلیسی: Parry Sound Harbour Water Aerodrome) یک فرودگاه همگانی است که یک باند فرود آب دارد. این فرودگاه در کشور کانادا قرار دارد و در ارتفاع ۱۷۷ متری از سطح دریا واقع شده است.